# Jean-Noël Jeanneney
Pour les articles homonymes, voir Jeanneney.
Jean-Noël Jeanneney, né le 2 avril 1942 à Grenoble, est un historien et homme politique français.
Spécialiste d'histoire politique, culturelle et des médias, il a été notamment président de Radio France et de Radio France internationale, président de la Mission du Bicentenaire de la Révolution française et de la Déclaration des Droits de l'Homme et du Citoyen, par deux fois secrétaire d'État au début des années 1990, enfin président de la Bibliothèque nationale de France de 2002 à 2007. Il est actuellement producteur d'une émission de radio hebdomadaire sur France Culture, Concordance des temps.
Son œuvre est composée d'ouvrages historiques et historiographiques, ainsi que d'essais politiques et de pièces de théâtre.

## Biographie

### Origines familiales
Né à Grenoble en 1942, Jean-Noël Jeanneney est issu d'une famille de 8 enfants (dont Pierre-Alain Jeanneney, conseiller d'État et avocat). Il est le fils de Marie-Laure Monod et Jean-Marcel Jeanneney, le petit-fils de Jules Jeanneney, deux importantes figures de la vie politique française. Son père est professeur d’économie politique. Par sa mère, Jean-Noël Jeanneney est lié au monde protestant. De son mariage avec Annie Cot, fille du ministre Pierre Cot, il a deux fils, Julien (né en 1985, professeur de droit public) et Matthieu (né en 1988). La famille Jeanneney est originaire de Fondremand et de Rioz dans la Haute-Saône.

### Formation
Après des études primaires à Grenoble, il rejoint la capitale pour ses études secondaires aux lycées Montaigne et Louis-le-Grand. Élève à l'École normale supérieure (1961-1966), il est aussi diplômé de l'Institut d'études politiques de Paris (1964, section Service public).
Il est reçu à l'agrégation d'histoire en 1965.

### Carrière d'historien de profession

#### Carrière universitaire
Après un voyage autour du monde (1966-1967) et son service militaire, il est nommé assistant (1969-1972) à l'université de Paris (Nanterre, Paris-X) puis maître-assistant en histoire contemporaine (1972-1977). Il enseigne à l'Institut d'études politiques de Paris à partir de 1968 et, après l'obtention du doctorat d'État ès lettres en 1975, y est nommé professeur des universités, en 1977. Jean-Noël Jeanneney se spécialise dans l'histoire politique (notamment dans l'influence des milieux d'affaires dans la vie publique), l'histoire culturelle et des médias, domaine dans lequel il fait figure de pionnier en créant avec Monique Sauvage un séminaire sur l'histoire de la radio et de la télévision qui suscitera de nombreuses vocations (Jérôme Bourdon, Pascal Breton, Agnès Chauveau, Hélène Eck, Denis Maréchal, Cécile Méadel, Isabelle Veyrat-Masson…). Il s'intéresse aussi à l'évolution de la presse écrite, de la radio, de la télévision et d'Internet.

#### Président de la mission du Bicentenaire de la Révolution française (1988-1990)
Il est nommé à cette responsabilité par François Mitterrand à la suite du décès d'Edgar Faure qu'il remplace. Il organise à ce titre de nombreuses festivités parmi toutes celles qui marquent cet anniversaire, en France et à l'étranger, en particulier le mémorable défilé du 14 juillet 1989, confié à Jean-Paul Goude, sur les Champs-Élysées.

#### Président de la Bibliothèque nationale de France (2002-2007)
De 2002 à mars 2007, date à laquelle, atteint par la limite d'âge, il quitte ses fonctions, Jean-Noël Jeanneney est président de la Bibliothèque nationale de France (BnF).
À ce poste, il se manifeste en particulier par le lancement d’un projet d’« archivage des sites Internet » et par son offensive contre le risque de monopole que représente le projet, annoncé par Google en décembre 2004, de numérisation massive et de mise en ligne d'ouvrages conservés dans cinq bibliothèques américaines (publication dans Le Monde du 22 janvier 2005 d’une tribune pour « appeler ses homologues de l'Union européenne à élaborer un contre-projet européen »).
Dans la tribune précitée puis dans son essai Quand Google défie l'Europe : plaidoyer pour un sursaut (2005, 2006, 2010), traduit en seize langues[réf. nécessaire], dans lequel il précise et développe les arguments exposés dans sa tribune, J.-N. Jeanneney dénonce le risque que pose, pour la diversité culturelle, le fait de laisser le monopole au projet d'une entreprise commerciale privée qui accorde un poids disproportionné à la langue anglaise, et dont l'organisation des documents repose sur des algorithmes secrets dont la finalité est de vendre de la publicité.
La tribune précitée ayant donné lieu à la signature d’une motion par 23 bibliothèques nationales de pays européens destinée à « appuyer une initiative commune des dirigeants de l'Europe visant à une numérisation large et organisée des œuvres appartenant au patrimoine de notre continent » et in fine au projet de création d’une Bibliothèque numérique européenne soutenu par les institutions européennes, la BnF développe un prototype dénommé Europeana, mis en ligne en mars 2007 à l'occasion du Salon du livre de Paris. Le lancement de la Bibliothèque numérique européenne, qui reprend le nom d'Europeana, intervient le 20 novembre 2008.

### Carrière politique
Sur le plan politique, Jean-Noël Jeanneney est proche du Parti socialiste. Dans les années 1990, il est nommé par deux fois secrétaire d'État au cours du second septennat de François Mitterrand. Entre 1991 et 1992, il devient secrétaire d'État au Commerce extérieur du gouvernement Édith Cresson ; de 1992 à 1993, secrétaire d'État à la Communication du gouvernement Pierre Bérégovoy. Dans ces fonctions, il fait adopter la loi du 20 juin 1992 relative au dépôt légal de l'audiovisuel et il suscite l'attribution à la chaîne culturelle franco-allemande Arte du réseau hertzien libéré par la disparition de la Cinq. De 1992 à 1998, il est membre du conseil régional de Franche-Comté, dont il préside le groupe de gauche en 1997 et 1998. Aux élections législatives de 1993, il est battu dans la 3e circonscription de la Haute-Saône où il se présentait sous l'étiquette « Alliance des Français pour le progrès » et avec le soutien du PS, avec 40,20 % des voix au second tour.
En 2012, lors de la campagne présidentielle, il signe une tribune intitulée « Pour une nouvelle république » appelant à voter pour le candidat François Hollande.

### Activités dans le monde de la culture

#### Homme de radio et de télévision
Il est passé du regard distancié sur les médias à la participation à ces derniers, en particulier à la radio et à la télévision. Il est président-directeur général de Radio France et de Radio France internationale, de 1982 à 1986. Il y renouvelle notamment l'information du matin sur France Inter, développe le réseau des radios locales de service public, installe les nuits de France Culture, fonde le Festival de Radio France et de Montpellier. Il intègre à cette époque la promotion 1983 des « Young Leaders » de la French-American Foundation. 
Par la suite, il travaille également pour des chaînes de télévision, en particulier la chaîne Histoire, dont il a présidé le conseil d'orientation (1997-2004). Depuis 1999, il anime chaque samedi matin sur France Culture une émission qui porte un regard historique sur l'actualité, Concordance des temps (qui a donné lieu en 2005, 2008, 2017 et 2023 à quatre ouvrages du même titre aux éditions Nouveau Monde, chez Fayard et chez Flammarion). Il est conseiller de la rédaction de la revue L'Histoire depuis sa fondation en 1978, président d'honneur du Festival international du film d'histoire de Pessac depuis l'origine (1990), président du conseil scientifique des Rendez-vous de l'histoire de Blois depuis 2003, président du jury du Prix du Sénat du livre d'histoire depuis 2007. Il a été président du jury du prix Philippe-Caloni, distinction française du journalisme récompensant le meilleur interviewer de l’année, créée en 2007, avec le concours de la SCAM, par Marie-Françoise Caloni et ses enfants, en l'honneur du journaliste Philippe Caloni (1940-2003), et qui a été attribué jusqu'en 2018. Enfin, il est l'auteur de nombreux documentaires pour la télévision.

#### Président des Rencontres de la photographie d'Arles
Le 7 juin 2009, Jean-Noël Jeanneney, qui a installé à la Bibliothèque nationale de France une galerie permanente d'exposition de la photographie, est élu président des Rencontres de la photographie d'Arles, remplaçant ainsi François Barré. « Il n'est pas photographe, ni spécialiste de la photographie. Simple amateur éclairé. […] ‟La photographie marie les pulsations du monde contemporain et la durée de l'histoire”, résume Jean-Noël Jeanneney ». Il transmet cette responsabilité à Hubert Védrine en avril 2015.

#### Littérature, théâtre et chansons
Jean-Noël Jeanneney est l'auteur de quatre pièces de théâtre : L'Un de nous deux, dialogue imaginaire entre Léon Blum et Georges Mandel dans leur prison de 1944 représenté au théâtre du Petit-Montparnasse, à Paris, entre 2019 et 2021, puis au festival Off d'Avignon en 2021), L'Affaire Crochette (représenté à la Villa Médicis en 2018), Le Panda (publié en 2019) et Ovide en exil (publié en 2021).

### Divers
- Il a été membre du Conseil d'administration (1993-1995) puis du Conseil de surveillance (1995-2002) des éditions du Seuil.
- Il a été membre du Conseil d'administration de la Bibliotheca Alexandrina (2002-2008).
- Il a été coprésident de l'association Europartenaires[28], une association à but non lucratif europhile, avec Élisabeth Guigou de 1998 à 2023.
- Il est membre du Haut Comité des commémorations nationales à partir de 1998[29]. Il en démissionne, avec neuf autres membres sur douze, par une lettre collective publiée dans Le Monde en mars 2018[30]. Ces dix membres protestent ainsi contre la décision de la ministre de la culture, Françoise Nyssen, de retirer le nom de Charles Maurras du Livre des commémorations nationales 2018, alors que ce choix avait été préalablement validé[31],[32],[33].
- Il est membre du Conseil d'orientation du think tank (laboratoire d'idées) « En Temps Réel »[34].
- Il a été membre du Haut Conseil de l'Institut du monde arabe (2003-2008).
- Il siège au conseil d'administration de l'association Liberté pour l'histoire.
- Il a été président du conseil scientifique de l'Institut François-Mitterrand.
- Il est président de la Fondation du musée Clemenceau depuis 2015.
- Il a été membre du Fonds d'action Sacem jusqu'à la disparition de celui-ci en 2013.
- Il préside le jury du prix François-Mauriac à Malagar depuis 2015.
- Il est président du jury international du concours « Talents contemporains » de la Fondation François Schneider depuis 2011.
- Il a été président du jury du prix Philippe Caloni (2007-2018) qui, depuis 2007, distinguait chaque année un journaliste professionnel pratiquant avec talent l'exercice de l'interview ou de l'entretien.
- Il présente sa candidature à l'Académie française le 21 février 2013, au fauteuil 31 de Jean Dutourd[35]. Il obtient 7, 8 et 5 voix (sur 28 votants) aux trois tours de l'élection et c'est Michael Edwards qui est élu[36].

## Distinctions

### Décorations
- Chevalier de la Légion d'honneur par décret du 14 avril 1990[37]
- Grand officier de l'ordre national du Mérite (décret du 13 novembre 2014[38] ; commandeur en 2007[39] ; officier en 1995[40])
- Commandeur de l'ordre des Arts et des Lettres Par l'arrêté du 13 février 2015[41].
- Commandeur de l'ordre de Léopold (Belgique)

### Honneurs
- Il est docteur honoris causa de l'université libre de Bruxelles.
- Il a reçu, le 1er octobre 2014, le 38e prix de la fondation Pierre-Lafue pour l'ensemble de son œuvre.
- Il a reçu, le 3 septembre 2023, le 47e prix Saint-Simon pour son ouvrage Le Rocher de Süsten II[42],[43].

## Publications
Jean-Noël Jeanneney a publié de nombreux ouvrages sur l'histoire politique, l'histoire culturelle et l'histoire des médias, des essais politiques et quatre pièces de théâtre. Il a aussi préfacé divers ouvrages, qui ne sont pas inclus dans la liste suivante :
- Le Riz et le Rouge, cinq mois en Extrême Orient, Le Seuil, Paris, 1969, 254 p.
- Le Journal politique de Jules Jeanneney, 1939-1942, Armand Colin, 1972.
- François de Wendel en République : l’argent et le pouvoir (1914-1940), atelier de production des thèses, Lille, 1976, 1510 p. et édition abrégée, Le Seuil, collection "Univers historiques", Paris, 1976, 672 p. ; deuxième éd. revue, Perrin, Paris, 2004 ; troisième éd., CNRS éditions, coll. Biblis, Paris, 2019.
- Leçon d’Histoire pour une gauche au pouvoir, La faillite du Cartel (1924-1926), Le Seuil, Paris, 1977, 160 p. ; 2e éd., collection "Points-histoire", Le Seuil, Paris, 1982, nouvelle éd. avec une postface inédite, Le Seuil, Paris, 2003.
- « Le Monde » de Beuve-Méry ou le métier d'Alceste (en collaboration avec Jacques Julliard), Le Seuil, Paris, 1979, 384 p.
- L’Argent caché : milieux d'affaires et pouvoirs politiques dans la France du XXe siècle, Fayard, Paris, 1981, 386 p. ; 2e éd., Le Seuil-Fayard, collection "Points-histoire", 1984; 3e éd. avec postface inédite, Le Seuil-Points, 2022.
- Télévision nouvelle mémoire, les magazines de grand reportage, 1959-1968 (en collaboration avec Monique Sauvage, et al.), Paris, Le Seuil, 1982, 256 p.
- Échec à Panurge : l’Audiovisuel public au service de la différence, Le Seuil, Paris, 1986, 160 p.  (ISBN 2-02-009238-7).
- Concordance des temps, chroniques sur l’actualité du passé, Le Seuil, Paris, 1987, 360 p. ; 2e éd. Le Seuil, collection "Points-histoire", Paris, 1986, 160 p.
- Le Bicentenaire de la Révolution française, rapport au Président de la République, La Documentation française, Paris, 1990, 384 p.
- Georges Mandel, l’homme qu'on attendait, Le Seuil, Paris, 1991, 192p. ; deuxième éd., Tallandier, coll. « Texto », 2009; troisième éd., avec une postface inédite, Le Seuil, 2014.
- L’Avenir vient de loin. Essai sur la gauche, Le Seuil, Paris, 1994  (ISBN 2-02-022648-0) ; nouvelle édition (avec une postface inédite), coll. Points, Le Seuil, Paris, 2001, 276 p.
- Une histoire des médias, des origines à nos jours, éd. « Points » Le Seuil, Paris, 1990 (réédité quatre fois et traduit en cinq langues)  (ISBN 2-02-052887-8).
- Le Passé dans le prétoire. L'historien, le juge, le journaliste, Le Seuil, Paris, 1998.
- Leçon d’histoire pour une gauche au pouvoir : la faillite du Cartel (1924-1926), Paris, 1983, 2e édition, Le Seuil, 2003.
- L’Écho du siècle : dictionnaire de la radio et de la télévision (dir.), avec la collaboration d'Agnès Chauveau, coéd. Hachette/Arte/La Cinquième, Paris, 1999  (ISBN 2-01-235276-6), 2e édition, Pluriel, 2000.
- La République a besoin d'histoire, Interventions, Le Seuil, Paris, 2000.
- L’histoire va-t-elle plus vite ?, éd. Gallimard, Paris, 2001.
- Victor Hugo et la République, éd. Gallimard, Paris, 2002.
- Le Duel : une passion française (1789-1914), Le Seuil, Paris, 2004  (ISBN 2-02-065383-4), nouvelle édition, Perrin, 2004 (traduit en italien et en roumain).
- Concordance des temps : dialogues radiophoniques, Paris, Éditions Nouveau Monde, 2005, 688 p. (ISBN 2-84736-476-5)
- Quand Google défie l'Europe : plaidoyer pour un sursaut, éd. Mille et une Nuits, Paris, 2005 (seize traductions étrangères).
- Clemenceau : portrait d'un homme libre, éd. Mengès, Paris, 2005  (ISBN 2-85620-455-4) ; nouvelle éd., 2013.
- La Provende et l'étamine, lectures historiques et politiques, Tallandier, Paris, 2006.
- Lettre aux personnels de la Bibliothèque nationale de France au moment de leur dire adieu, Paris, BnF, 2007.
- L'un de nous deux, Blum et Mandel (théâtre), Portaparole, 2009 (traduit en italien); 6e éd. 2019.
- La République a besoin d'histoire, Interventions, tome 2, 2000-2010, CNRS éditions, Paris, 2010[44].
- L’État blessé, Flammarion, 2012.
- Les Grandes heures de la presse qui ont fait l'Histoire, Flammarion, Paris, 2013; nouvelle éd., coll. "Champs", 2019.
- La Grande Guerre si loin, si proche. Réflexions sur un centenaire, Le Seuil, Paris, 2013 (ISBN 978-2-02-112358-6)
- L’Histoire, la liberté, l’action. Œuvres 1977-2013, Le Seuil, Paris, 2013  (ISBN 978-2-02-112058-5)
- Jours de guerre (1914-1918). Les trésors des archives photographiques du journal "Excelsior", les Arènes, Paris, 2013.
- Les rebelles. Une anthologie, avec Grégoire Kauffmann (dir.), CNRS, 2014.
- René Rémond, historien, avec Jean-François Sirinelli, Paris, Presses de Sciences Po, 2014, 152 p.  (ISBN 978-2-7246-1485-5).
- Clemenceau : Dernières nouvelles du Tigre, Paris, éd. du CNRS, 2016, 217 p. (ISBN 978-2-271-08938-0)[45] (traduit en polonais).
- Un Attentat. Petit-Clamart, 22 août 1962, Seuil, 2016.
- Le Récit national, Fayard, France Culture, Paris, 2017 (ISBN 978-2-213-70468-5).
- Le moment Macron. Un président et l'Histoire, Seuil, 2017 (ISBN 978-2-021-38446-8).
- L'Affaire Crochette (théâtre), Portaparole, 2017 (traduction italienne).
- Il savait que je gardais tout. Entretiens avec Anne Pingeot, Gallimard, 2018.
- La République a besoin d'histoire, interventions, tome 3, 2010-2019, CNRS Éditions, 2019.
- Le Panda ou les vertiges du secret (théâtre), Portaparole, 2019.
- Le Rocher de Süsten. Mémoires 1942-1982, Seuil, 2020 (prix Saint-Simon 2023[42]).
- Ovide en exil (théâtre), Portaparole, 2021.
- Le rocher de Süsten. Mémoires II 1982-1991, de Radio France au Bicentenaire de la Révolution, Le Seuil, 2022.
- Vers un pays lointain. Dialogues sur l'Antiquité (Concordance des temps), en collaboration avec Maurice Sartre, Flammarion, 2023.
- Chansons pour mémoire (en collaboration avec Antoine Sahler), Les Équateurs, 2023.
- Une République française, 1870-1940, Paris, Robert Laffont, "Bouquins", 2024.

## Filmographie

### Documentaires
Jean-Noël Jeanneney a en outre signé divers documentaires historiques diffusés à la télévision :
- Léon Blum ou la fidélité. Documentaire réalisé par Claude Fayard. Auteur: Jean-Noël Jeanneney. Production : ORTF. 1973
- De Valera, 1974
- Les grandes batailles de la République. Douze films. Auteurs: Olivier Duhamel, Jean-Noël Jeanneney. 1995-2005
- Le Rhin. Documentaire réalisé par Frédéric Compain. Auteur: Jean-Noël Jeanneney. Production : France 2, Image et compagnie. 1996.
- Léopold Senghor - entre deux mondes. Documentaire réalisé par Pierre Beuchot. Auteur: Jean-Noël Jeanneney. Production : INA, Arte. 1997.
- Présidentielles - Les surprises de l'Histoire. Documentaire réalisé par Virginie Linhart. Auteurs: Olivier Duhamel, Jean-Noël Jeanneney. Production : Kuiv Production, France 2. 2002
- Contre l'oubli, la trace des dictatures. Documentaire réalisé par Pierre Beuchot. Auteur: Jean-Noël Jeanneney. Production : Arte France, Compagnie des Phares et des balises. 2009
- 1919-1939: La drôle de paix. Documentaire réalisé par David Korn-Brzoza. Auteurs: Jean-Noël Jeanneney, David Korn-Brzoza. Diffusé le 22 avril 2013 sur France 3
- Jaurès est vivant! Documentaire réalisé par Bernard George. Auteurs: Jean-Noel Jeanneney et Bernard George. Diffusé le 8 juillet 2014 sur Arte (disponible en DVD).
- Maghreb 39-45: Un destin qui bascule. Documentaire réalisé par Bernard George. Auteurs: Jean-Noël Jeanneney, Bernard George. Diffusé le 17 avril 2016 sur France 5.